# Samia (Zinder)
Samia este o localitate din departamentul Tanout, regiunea Zinder, Niger, cu o populație de 1.894 locuitori (2001).